# Latinský patriarchát jeruzalémský
Latinský patriarchát jeruzalémský (latinsky Patriarchatus Hierosolymitanus Latinorum) je římskokatolická diecéze, která pokrývá území Izraele, Palestinské autonomie, Jordánska a Kypru.
Latinský jeruzalémský patriarcha je z titulu své funkce členem Rady východních katolických patriarchů, předsedou Konference latinských biskupů arabských oblastí, předsedou Shromáždění katolických ordinářů ve Svaté zemi a velkopřevorem Řádu Božího hrobu a je jediným římskokatolickým biskupem (s výjimkou papeže), který je oslovován titulem „Vaše Blaženosti“.

## Historie latinského patriarchátu

### Patriarchát v období křížových výprav (1099–1291)
Jeruzalémský latinský patriarchát byl založen křižáky poté, co v roce 1099 dobyli Jeruzalém a jeho jurisdikce zahrnovala celé Jeruzalémské království. Latinský patriarcha sídlil v Jeruzalémě, kontroloval křesťanskou čtvrť v Jeruzalémě a měl čtyři sufragánní biskupy, z jejichž pravomoci byla vyňata tři územní opatství:
- Diecéze hebronská se sídlem v Hebronu,
- Diecéze lyddská se sídlem v Lyddě (Lodu) a Ramle (biskup také zván „biskup sv. Jiří“)
- Diecéze betlémská se sídlem v Betlémě a Aškelonu.
- Územní opatství Chrámová hora
- Územní opatství Hora Sión
- Územní opatství Olivová hora

Provincie patriarchátu měla další metropolitní arcibiskupství (s jejich sufragánními biskupstvími):
- Arcidiecéze tyrská se sídlem v Tyru, se sufragánními diecézemi:
  - Diecéze Sidón
  - Diecéze bejrútská
  - Diecéze Akko
  - Diecéze Banyas
- Arcidiecéze Caesarea Palestinská se sídlem v Caesareji Přímořské, sufragánní diecézí:
  - Diecéze Sebaste Palestinská
- Arcidiecéze nazaretská se sídlem v Nazaretu, se sufragánní diecézí:
  - Diecéze tiberiadská
- Arcidiecéze Petra se sídlem v Petře.

### Titulární patriarchát (1291–1847)
Po zániku křižáckých států v roce 1291 se latinský patriarchát stal pouze titulárním, a papežové těmto patriarchům přidělili římskou baziliku svatého Vavřince za hradbami.

### Obnovený sídelní patriarchát (po roce 1847)
V roce 1847 Osmanská říše dovolila obnovu katolické hierarchie v Palestině. Papež Pius IX. pak brevem Nulla celebrior  obnovil patriarchát jako skutečné biskupské sídlo.

## Správní členění patriarchátu
Sídlem patriarchy je Jeruzalém, jeho katedrálou Chrám Božího hrobu a konkatedrálou kostel Nejsvětějšího Jména Ježíšova, seminář se nachází v lokalitě Bajt Džalá.
Patriarchát se stará o katolíky latinského obřadu v Izraeli, Palestinské autonomii, Jordánsku a na Kypru. Má 66 farností (2015: 293 050 věřících, působilo v nich 81 diecézních + 383 řeholních kněží – 464 celkem, 9 trvalých jáhnů, 590 řeholníků-bratří a 1.062 řeholnic). Patriarchát je organizačně rozdělen do šesti vikariátů :
- Patriarchální vikariát jeruzalémský s jurisdikcí i nad palestinskými oblastmi, spravovaný biskupem William Hanna Shomali – 17 farností
- Patriarchální vikariát izraelský se sídlem v Nazaretu (vikář: biskup Rafic Nahra) – 14 farností
- Patriarchální vikariát jordánský se sídlem v Ammánu (vikář: biskup Iyad Twal) – 35 farností
- Patriarchální vikariát kyperský se sídlem v Nikósii (vikář: biskup Bruno Varriano, OFM) – 6 farností
- Patriarchální vikariát sv. Jakuba pro katolíky hebrejského jazyka v Izraeli se sídlem v Jeruzalémě (vikář: kněz Piotr Zelazko) – 6 komunit
- Patriarchální vikariát pro migranty a utečence v Izraeli (vikář: kněz Matthew Marcel Coutinho, SDB)

## Katedrála, konkatedrála a baziliky minor patriarchátu
- Katedrálou patriarchátu je Chrám Božího hrobu, i když patriarcha v ní nemá svou katedru.
- Konkatedrálou je kostel Nejsvětějšího Jména Ježíšova ve Starém městě v Jeruzalémě, stavebně začleněná do komplexu rezidence patriarchy.
- V jurisdikci patriarchátu se nachází osm papežských bazilik minor:
  - Kostel všech národů (kostel Agónie Páně) v Getsemanské zahradě
  - Bazilika Zvěstování v Nazaretu
  - Kostel Proměnění Páně na hoře Tábor
  - Bazilika svatého Štepána v Jeruzalémě
  - Opatství Zesnutí Panny Marie na Hoře Sión
  - Kostel svaté Anny v Jeruzalémě
  - Klášter Panny Marie Karmelské (Stella Maris) v Haifě
  - Kostel svatého Kleofáše v Emauzích

## Shromáždění katolických ordinářů ve Svaté zemi
Shromáždění katolických ordinářů ve Svaté zemi (Assemblée des ordinaires catholiques de Terre Sainte, A.O.C.T.S.; Assembly of Catholic Ordinaries of the Holy Land, ACOHL) sdružuje katolické ordináře všech ritů, kteří mají jurisdikci ve Svaté zemi. Jeho statut byl schválen papežem Janem Pavlem II. v roce 1992. Jeho předsedou je latinský jeruzalémský patriarcha.

### Současní členové
- předseda: Pierbattista Pizzaballa, Latinský patriarcha jeruzalémský
- z Latinského patriarchátu jeruzalémského:
  - William Hanna Shomali, generální vikář Latinského patriarchátu jeruzalémského
  - Michel Sabbah, emeritní Latinský patriarcha jeruzalémský
  - Fouad Twal, emeritní Latinský patriarcha jeruzalémský
  - Giacinto-Boulos Marcuzzo, emeritní pomocný biskup  Latinského patriarchátu jeruzalémského
  - Kamal Hanna Bathish, emeritní pomocný biskup Latinského patriarchátu jeruzalémského
  - Salim Sayegh, emeritní pomocný biskup Latinského patriarchátu jeruzalémského
  - Maroun Lahham, emeritní pomocný biskup Latinského patriarchátu jeruzalémského
  - Bruno Varriano, pomocný biskup a patriarchální vikář Latinského patriarchátu jeruzalémského
  - Džamál Khader Daibes, patriarchální vikář Latinského patriarchátu jeruzalémského
  - Rafic Nahra, patriarchální vikář Latinského patriarchátu jeruzalémského
  - Bruno Varriano, patriarchální vikář Latinského patriarchátu jeruzalémského
  - Nikodemus Schnabel, patriarchální vikář Latinského patriarchátu jeruzalémského
  - Francesco Patton, Kustod Svaté země
- z Maronitské katolické církve:
  - Moussa El-Hage, Maronitský archieparcha Haify a Svaté země, Patriarchální exarcha jeruzalémský a palestinský, Patriarchální exarcha jordánský
  - Joseph Soueif, Maronitský archieparcha kyperský
- z Melchitské řeckokatolické církve:
  - Joseph Gébara, melchitský archieparcha Petry a Filadelfie
  - Jussef Matta, melchitský archieparcha akkonský
  - Jásir Ajjáš, patriarchální vikář pro Jeruzalém
  - Pierre Mouallem, emeritní melchitský archieparcha akkonský
  - Elias Chacour, emeritní melchitský archieparcha akkonský
  - Joseph Jules Zerey, emeritní melchitský katolický patriarchální vikář jeruzalémský
- ze Syrské katolické církve:
  - Camil Afram Antoine Semaan, syrský patriarchální exarcha v Jeruzalémě
  - Grégoire Pierre Melki, emeritní syrský patriarchální exarcha v Jeruzalémě
- z Arménské katolické církve:
  - Nersès Zabbara, arménský patriarchální exarcha v Jeruzalémě
  - Krikor-Okosdinos Coussa, emeritní arménský patriarchální exarcha v Jeruzalémě
- z Chaldejské katolické církve:
  - Paul Collin, chaldejský patriarchální vikář (protosyncel) pro Jeruzalém
  - Zaid Habbaba, chaldejský patriarchální vikář (protosyncel) pro Jordánsko
- za řeholní představené:
  - Jean-Daniel Gullung, delegát biskupského výboru pro řeholníky (CERTS)
  - Sr. Bruna Fasan, delegátka Jednoty řeholních představených ve Svaté zemi (USRTS)
  - Pietro Felet, S.C.J. – generální sekretář